# ATC kód J07
ATC kód J07 Vakciny je hlavní terapeutická skupina anatomické skupiny J. Protiinfekční léčiva pro systémové použití.

## J07A Bakteriální vakcíny

### J07AE Vakcíny proti choleře
J07AE01 Cholera, inaktivované celé buňky

### J07AG Vakcíny proti infekcím vyvolaným Haemophilus influenzae typu b
J07AG01 Vakcíny proti Hemophilu influenze B,čištěný antigen
J07AG52 Vakcíny proti Hemophilu influenza B,kombinace

### J07AH Vakcíny proti meningokokovým infekcím
J07AH03 Meningokokus,bivalentní polysacharidový antigen
J07AH07 Meningokokus C,čištěný polysacharidový antigen konjug

### J07AJ Vakcíny proti pertusi
J07AJ51 Dávivý kašel, inakt. celé buňky, komb. s anatoxiny
J07AJ52 Dávivý kašel, čištěný antigen, komb. s anatoxiny

### J07AL Vakcíny proti pneumokokovým infekcím
J07AL01 Pneumokoková vakcína
J07AL02 Pneumokoková vakcína, konjugovaná

### J07AM Vakcíny proti tetanu
J07AM01 Tetanový toxoid
J07AN01 Tuberkulosa, živé atenuované mykobakterium

### J07AP Vakcíny proti břišnímu tyfu
J07AP03 Vakcína proti břišnímu tyfu

### J07AX Jiné bakteriální vakcíny
J07AX Jiné bakteriální vakcíny

## J07B Virové vakcíny

### J07BA Vakcína proti virové encefalitidě
J07BA01 Klíšťová encefalitida, inaktivovaná, celý virus

### J07BB Vakcíny proti chřipce
J07BB01 Chřipka, inaktivovaný celý virus
J07BB02 Chřipka, inaktivovaná vakcína, štěpený virus nebo povrchový antigen
J07BB03 Chřipka, živý atenuovaný virus
J07BB04 Chřipka, viru podobné částice

### J07BC Vakcíny proti hepatitidě
J07BC01 Hepatitida B, purifikovaný antigen
J07BC02 Hepatitida A, čištěný antigen
J07BC20 Kombinace vakcín proti hepatitidě

### J07BD Vakcíny proti spalničkám
J07BD01 Spalničky, živý oslabený virus
J07BD51 Spalničky, komb. s příušnicemi, živý oslab. virus
J07BD52 Živý oslab. virus - spalničky+příušnice+zarděnky

### J07BE Vakcíny proti příušnicím
J07BE01 Příušnice, živý oslabený virus

### J07BF Vakcíny proti poliomyelitidě
J07BF02 Dětská obrna, oralní, trivalentní, živý oslab. virus
J07BF03 Poliomyelitis, trivalentní, inaktivovaný celý virus

### J07BG Vakcíny proti vzteklině
J07BG01 Inaktivovaný celý virus vztekliny

### J07BK Vakcíny proti infekcím vyvolaným virem varicella-zoster
J07BK01 Plané neštovice, živý atenuovaný virus

### J07BL Vakcína proti žluté zimnici
J07BL01 Žlutá zimnice, živá atenuovaná

### J07BM Vakcíny proti papilomaviru
J07BM Lidský papilomavirus

## J07C Bakteriální a virové vakcíny, kombinované

### J07CA Bakteriální a virové vakcíny, kombinované
J07CA05 Difterie-hepatitis B-pertuse-tetanus
J07CA09 Difterie-H.influenz.b-pertuse-poliomyelitis-tetanus-hep

## Poznámka
- Registrované léčivé přípravky na území České republiky.
- Informační zdroj: Státní ústav pro kontrolu léčiv, Všeobecná zdravotní pojišťovna.